# The Frumpies
The Frumpies foi uma banda estadunidense de punk rock. A banda foi formada em 1992, na cidade de Olympia, Washington, DC.
A formação original da banda consistia nas guitarristas e vocalistas Tobi Vail, Kathi Wilcox, Billy Karren (que, previamente, havia sido membro da banda Bikini Kill), e a baterista Molly Neuman (que havia sido do Bratmobile).

## Discografia
Pela Kill Rock Stars:
- Babies & Bunnies(7" EP) KRS213 - Lançado em agosto de 1993.
- Eunuch Nights (7" EP) KRS322 - Lançado em 23 de setembro de 1998.
- Frumpie One-Piece (CD) KRS335 - Lançado em 23 de outubro de 1998.
- Frumpies Forever (7" EP) KRS366 - Lançado em 1 de agosto de 2000.